# Gamelin (Bischof)

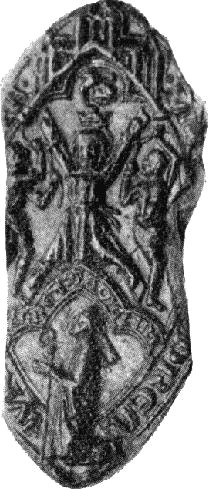
Siegel des Bischofs Gamelin

Gamelin († 29. April 1271 in Inchmurdo) war ein schottischer Geistlicher und Minister. Von 1252 bis 1255 diente er als königlicher Kanzler, ab 1254 war er Bischof von St Andrews. Er war weniger als Seelsorger tätig, sondern fiel vor allem durch seine Anhäufung von geistlichen Ämtern und durch seine politische Tätigkeit auf.

## Herkunft und Aufstieg zum königlichen Kanzler
Gamelin wurde vermutlich in Schottland als uneheliches Kind geboren, möglicherweise entstammte er der Familie Comyn. Nach einer anderen Theorie könnte er ein uneheliches Kind eines Mitglieds des Haushalts der aus Frankreich stammenden Königin Marie de Coucy gewesen sein. Gamelin wurde für eine geistliche Laufbahn vorgesehen und studierte vermutlich in Oxford oder Paris. Vor 1245 machte er einen Abschluss als Magister. Für seinen Unterhalt erhielt er mehrere geistliche Pfründen in Schottland. Kurz vor dem Ersten Konzil von Lyon wurde ihm 1245 am Papsthof in Lyon ein Dispens ausgestellt, der ihm erlaubte, mehrere Pfründen zugleich zu besitzen. Gamelin war aber weniger als Seelsorger, sondern spätestens ab 1245 als Schreiber am Hof des schottischen Königs Alexander II. tätig. Zu seinen Förderern gehörte offenbar William of Bondington, Bischof von Glasgow, dem er vermutlich auch als Schreiber gedient hatte. Ende 1251 stürzte eine von Walter Comyn, Earl of Menteith geführte Gruppe von Magnaten den von Alan Durward geführten Regentschaftsrat, der für den minderjährigen König Alexander III. die Regierung führte. Anfang 1252 wurde Gamelin zum neuen Bewahrer des königlichen Siegels und damit zum Kanzler der neuen Regierung ernannt. Allerdings erhielt Gamelin nur ein kleines Siegel, während das bisherige Großsiegel zerbrochen wurde.

## Bischof von St Andrews

### Vergeblicher Kandidat der Regierung für das Bischofsamt
Nach dem Tod von Bischof David of Bernham von St Andrews 1253 schlug der Regentschaftsrat dem Kathedralkapitel Gamelin als Kandidaten für das Amt des Bischofs vor. Dieses sympathisierte aber mit dem gestürzten Alan Durward und wählte Robert de Stuteville, den Dekan der Kathedrale von Dunkeld, zum neuen Bischof. Da das Kathedralkapitel eine Neuwahl verweigerte, sandte die Regierung Abel Gullane, den Archidiakon von St Andrews, zur Kurie nach Rom, um Einspruch gegen die Wahl einzulegen. Gullane gelang es, dass die Wahl von Stuteville abgelehnt wurde, doch statt sich für Gamelin als neuen Bischof einzusetzen, ließ er sich selbst zum Bischof ernennen und weihen. Er starb jedoch nur wenige Monate nach seiner Rückkehr nach Schottland.

### Erneute Kandidatur, Wahl und Flucht
Nach seinem Tod wählte das Kathedralkapitel am 14. Februar 1255 nun den von der Regierung erneut vorgeschlagenen Gamelin zum Bischof. Eine vierköpfige Gesandtschaft reiste zur Kurie, wo Papst Alexander IV. Gamelin wegen seiner unehelichen Geburt einen Dispens ausstellte und die Wahl am 1. Juli 1255 bestätigte. In Schottland war die Stellung der Comyns durch die Wahl eines ihrer Unterstützer zum Bischof des größten schottischen Bistums weiter gestärkt worden. Als aber der vom englischen König Heinrich III. unterstützte Alan Durward in einem Staatsstreich am 20. September 1255 den von den Comyns beherrschten Regentschaftsrat stürzte, verloren auch Gamelin und sein Förderer William of Bondington ihre Ämter. Die neue Regierung forderte von Gamelin nun Geld, vielleicht für Schulden seines Vorgängers oder für Einkünfte während der Vakanz des Bistums. Gamelin wies die Geldforderungen zurück, worauf die Besitzungen des Bistums von der Regierung beschlagnahmt wurden. Obwohl der Papst William of Bondington und zwei weitere Bischöfe beauftragt hatte, Gamelin zum Bischof zu weihen, war die Weihe noch nicht erfolgt. Obwohl Durward schwere Beschuldigungen gegenüber Gamelin erhob und versuchte, die Weihe zu verhindern, wurde dieser am 26. Dezember 1255 von Bondington in St Andrews zum Bischof geweiht. Danach flüchtete er ins Exil. Da der englische König Gamelin die Reise durch England untersagt hatte, reiste er per Schiff nach Frankreich.

### Exil in Rom und Rückkehr nach Schottland
Gesandte der neuen Regierung von Durward ersuchten am Papsthof die Absetzung von Gamelin, doch dieser reiste selbst nach Rom, wo er die Vorwürfe widerlegen konnte. Der Papst setzte sich 1256 und 1257 in mehreren Briefen an die schottische Regierung vergeblich für ihn ein. Am 20. Juli 1257 ordnete der Papst Gamelins Wiedereinsetzung an und ernannte Godefroy de Alatro, Dekan von Olenus in Griechenland, zum päpstlichen Legaten, um die Ausführung dieser Anordnung zu überwachen. Dazu verhängte der Papst über die namentlich nicht genannten Ankläger von Gamelin die Exkommunikation. Daraufhin verkündeten Bischof Clement von Dunblane, der Abt von Melrose und der Abt von Jedburgh in Stirling die Exkommunikation des Papstes. Möglicherweise fand dies bei einem Treffen von englischen und schottischen Gesandtschaften im August 1257 statt. Später wurden Gamelins Gegner auch namentlich exkommuniziert.
Erst nach einem Staatsstreich der Comyns gegen Alan Durward im Oktober 1257 konnte Gamelin im Frühjahr oder Frühsommer 1258 nach Schottland zurückkehren. Der englische König hatte im Januar 1258 die Verhaftung von Gamelin befohlen, falls er in Südengland an Land gehen sollte. Im Februar 1258 hatte der König den Befehl aber angesichts seiner eigenen innenpolitischen Probleme wieder zurückgenommen. Im September 1258 kam es in Schottland zu Verhandlungen zwischen den rivalisierenden Parteien der Comyns und von Durward, worauf ein neuer Regentschaftsrat gebildet wurde. Diesem gehörte auch Gamelin als Vertreter der Partei der Comyns an. Als der junge König Alexander III. um 1260 selbst die Regierung übernahm, endete die Tätigkeit des Regentschaftsrats. Der König ernannte aber Gamelins Vertrauten William Wishart zu seinem Kanzler.

### Tätigkeit als Bischof
Nach der Auflösung des Regentschaftsrats kümmerte sich Gamelin vor allem um die Verwaltung seines Bistums. Dazu musste er die hohen Schulden begleichen, die für die Reisen von ihm und Abel Gullane zur Kurie gemacht worden waren. Bereits in Rom hatte er von der Kurie einen Dispens erhalten, der ihm erlaubte, seine bisherigen Benefizien für bis zu zwei Jahre nach seiner Wahl zum Bischof zu behalten, so dass er einen Teil der hohen Kosten und Gebühren bestreiten konnte.
Gamelin versah seine Aufgaben als Bischof, wobei er vor allem seine Rechte und die des Kathedralpriorats energisch vertrat. Selbst gegen frühere Verbündete verhängte er Kirchenstrafen. Als der Ritter John de Dunmore wegen eines Streit mit dem Kathedralpriorat von Gamelin exkommuniziert wurde, kam es sogar zum Streit zwischen dem Bischof und König Alexander III. In dem Streit beschlagnahmte der König die Besitzungen des Bistums, worauf der Bischof alle, die den König zu dieser Aktion geraten hatten, exkommunizierte. Als Geistlicher war er eher konservativ eingestellt, der zwar den Klöstern in seinem Bistum wohlwollend gegenüberstand, während er die neuen Bettelorden nicht unterstützte. Von der Kurie wurde er ausdrücklich angewiesen, Anordnungen der Päpste in seinem Bistum umzusetzen und Kirchenstrafen gegen Geistliche zu verhängen, die seinen Anordnungen nicht nachkamen. 1263 erließ Papst Urban IV. eine Bulle, die Gamelin verpflichtete, für fünf Jahre ein Hundertstel der Einkünfte der Geistlichen aus Schottland für einen Kreuzzug einzusammeln. Die schottische Kirche war gegenüber solchen Aufforderungen immer sehr zurückhaltend gewesen, und ob Gamelin der Aufforderung nachkam, ist unbekannt.
Ab 1268 ließ Gamelins Gesundheit nach. Er war lange Zeit bettlägerig, ehe er 1271 in der bischöflichen Residenz in Inchmurdo bei St Andrews starb. Er wurde in der Kathedrale von St Andrews beigesetzt.